# Mine de Marandoo
 (mars 2025).
Si vous disposez d'ouvrages ou d'articles de référence ou si vous connaissez des sites web de qualité traitant du thème abordé ici, merci de compléter l'article en donnant les références utiles à sa vérifiabilité et en les liant à la section « Notes et références ».
La mine de Marandoo est une mine à ciel ouvert de fer située dans les monts Hamersleydans la région de Pilbara en Australie-Occidentale. La mine de Marandoo est entourée par le parc national de Karijini. La mine a produit 15 millions de tonnes de minerai de fer.